# Ясная Поляна (Северо-Казахстанская область)
Ясная Поляна (каз. Ясная Поляна) — село в Тайыншинском районе Северо-Казахстанской области Казахстана. Административный центр Яснополянского сельского округа. Код КАТО — 596075100.

## История
Село было основано в 1936 году для польских ссыльных, выселенных в начальной фазе польской операции НКВД с территорий ликвидируемых национальных административных единиц, таких как Мархлевский польский национальный район и Дзержинский польский национальный район на территории Украинской ССР. По прибытии ссыльные были эвакуированы с транспорта в степную местность, где им предстояло создать условия для проживания. Сначала они жили в палатках, затем в землянках, жили в очень сложных условиях из-за сурового климата, нехватки продовольствия и медикаментов, а также преследований и арестов. Название селу дали поляки (до сих пор места были назначено пронумерованный номенклатуры: „участок” и „точка”, который обозначает точку выселок, а поляки заменили их названиями, связанными с ностальгией по заброшенным родным местам). С 1937 года по 1960 год так называемые „спецпереселенцы” касались ограничения личной свободы, обязанность ежемесячно регистрироваться у коменданта, особые правовые нормы, например, запрещающие свободное передвижение, переписку. В прошлом село носило польско-германский характер населения (немцы также переселялись из украинских земель в Казахстан).

## Население
По данным переписи 2009 года показала численность населения села 1449 человек, в том числе 736 женщин и 713 мужчин (в 1989 году население составило 2229 человек, в том числе 50 % немцев, в 1999 году население составляло 1697, в том числе 892 мужчины и 805 женщин). В 1989 году ок. половины жителей Ясной Поляны составляло немецкое население, которое после распада СССР в основном вернулось в Германию (всего ок. 2000 человек). Большинство жителей Ясной Поляны составляют поляки, по разным оценкам, в последние годы население поляков составляет ок. 50 % (кроме того, белорусы, украинцы, русские, узбеки и казахи), более 60 %, 70 %, 90 % или даже почти 100 %. Общее количество поляков, проживающих в Ясной Поляне, может быть ок. 2500.